# Ziegfeld Girl
Ziegfeld Girl is een Amerikaanse muziekfilm uit 1941 onder regie van Robert Z. Leonard, zich afspelend rondom de befaamde Broadway-revue de Ziegfeld Follies.

## Verhaal
Drie meiden worden de Follies-girls wanneer Flo Ziegfeld hun aanneemt. Ze moeten veel opgeven van hun oude leven voor deze muzikale carrière.

## Rolverdeling
| Acteur            | Personage                   |
| ----------------- | --------------------------- |
| James Stewart     | Gilbert Young               |
| Judy Garland      | Susan 'Sue' Gallagher       |
| Hedy Lamarr       | Sandra Kolter               |
| Lana Turner       | Sheila 'Red Flatbush' Regan |
| Tony Martin       | Frank Merton                |
| Jackie Cooper     | Jerry Regan                 |
| Ian Hunter        | Geoffrey Collis             |
| Charles Winninger | Ed Gallagher                |
| Philip Dorn       | Franz Kolter                |